# Olga Guramischwili-Nikoladse

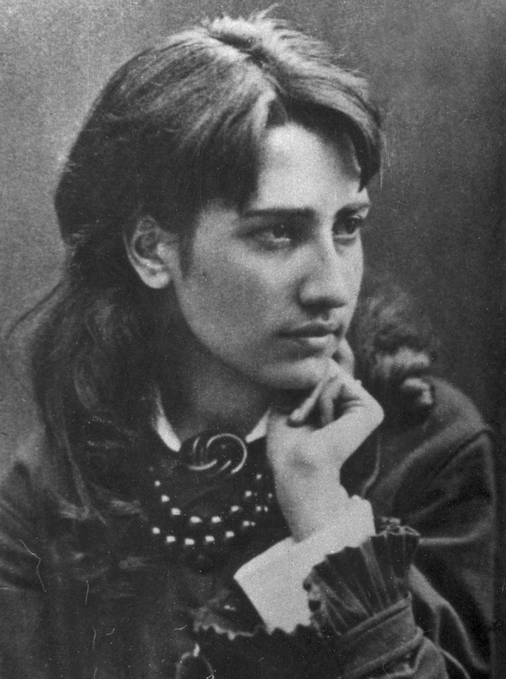
Olga Guramischwili (1878)

Olga Alexandrowna Guramischwili-Nikoladse, geboren Guramischwili, (georgisch ოლღა გურამიშვილი-ნიკოლაძე, russisch Ольга Александровна Гурамишвили-Николадзе; * 17. Julijul. / 29. Juli 1855greg. in dem Dorf Kwemo Awtschala nördlich von Tiflis; † 24. Mai 1940 in Tiflis) war eine russische bzw. sowjetische Biologin und Pädagogin georgischer Herkunft.

## Leben
Guramischwili war die Tochter Fürst Alexander Guramischwilis und seiner Frau Fürstin Ketewan Tumanischwili und entfernt verwandt mit dem Dichter Dawit Guramischwili und der Dichterin Olga Guramischwili-Tschawtschawadse, die ihre Patin war. Den Besuch des Mädchengymnasiums in Tiflis schloss sie mit Auszeichnung ab. Sie interessierte sich für die lebende Natur und hörte in Tiflis die öffentlichen Vorlesungen des Physiologen Iwan Tarchanow. Ihr Wunsch war ein Universitätsstudium, das für sie als Frau nur in Westeuropa möglich war.
Der Vater war gegen ein Studium in Westeuropa, aber die Mutter stimmte zu, und so machte sich Guramischwili 1872 auf den Weg nach Zürich. Da sie für die Ausreise noch nicht alt genug war, bestieg sie mit dem Reisepass ihrer älteren Freundin Euphrosyne Nikoladse in Batumi das Dampfschiff nach Konstantinopel zusammen mit weiteren Freundinnen, die alle an der Universität Zürich studieren wollten. Auf dem Schiff lernte sie Euphrosyne Nikoladses Bruder Niko Nikoladse (1855–1928) kennen, den sie später heiratete.
Als Guramischwili nun an der Universität Zürich studierte, war Zürich das Zentrum der russischen revolutionären Emigranten, und auch die georgischen Studenten diskutierten die sozialistischen Ideen. Zusammen mit Sergei Meschi und Georgi Zereteli gründete Niko Nikoladse in Zürich die Gesellschaft Ugeli (უღელი Gespann) für Befreiung und Demokratisierung Georgiens, in der Guramischwili und ihre Freundinnen mitarbeiteten. Im November 1873 wechselten die meisten georgischen Studenten und auch Guramischwili an die Universität Genf und gründeten dort eine zweite Ugeli-Gruppe. Regelmäßige Teilnehmer der Gruppensitzungen waren Guramischwili, Maria Zereteli und Katharina Nikoladse, wie sich Nikolai Morosow und Wera Figner erinnerten. Einen Heiratsantrag Niko Nikoladses lehnte Guramischwili ab, um ihr Studium frei fortführen zu können, worauf er im Juli 1875 ihre Freundin Bogumila Semjanskaja heiratete. Guramischwili studierte in der Naturwissenschaft-Fakultät der Universität Genf und insbesondere bei Carl Vogt am Lehrstuhl für Zoologie.
Nach dem Abschluss als Diplom-Pädagogin 1875 kehrte Guramischwili nach Russland zurück und ließ sich in St. Petersburg nieder. Wegen ihrer revolutionären Gesinnung wurde sie schnell nach Tiflis verbannt, wo der Freund ihrer Familie Iakob Gorebaschwili ihr eine Stelle als Lehrerin am Adelsgymnasium Tiflis anbot. Der Kurator des Kaukasus-Studienkreises Kirill Janowski widersetzte sich zunächst, weil Jungen nicht von Frauen unterrichtet werden sollten, aber ließ sich durch eine Probestunde überzeugen, sodass sie ab 1878 an dem Gymnasium unterrichtete.
Als Niko Nikoladse sich 1880 von seiner ersten Frau trennte und aus Paris nach Tiflis zurückkehrte, nahm Guramischwili nun seinen erneuerten Heiratsantrag an und zog mit ihm 1881 nach St. Petersburg in das Haus der Familie Nikoladse, obwohl sein Scheidungsverfahren sich noch lange hinzog. Nach der Anerkennung der Scheidung durch den Heiligen Synod im Frühjahr 1883 waren sie im Juli 1883 kurz in Tiflis und heirateten in der Kaschweti-Kirche.
Im Nikoladse-Salon in St. Petersburg trafen sich Literaten und Künstler, so auch Mihály Zichy, Gigo Gabaschwili, Konstantin Stanjukowitsch, Gleb Uspenski, Nikolai Rimski-Korsakow und Walentina Serowa, die Guramischwili für die ideale Besetzung der Rolle der Judith in ihrer Oper Uriel Acosta hielt.
Als 1884 die Tochter Russudan geboren wurde, informierte Nikoladse seine Frau über seine 1872 geborene uneheliche Tochter Nino Makarowa in einem St. Petersburger Kinderheim. Darauf nahm Guramischwili Nino in die Familie auf und behandelte sie wie ihre eigene Tochter.
Nach der Rückkehr der Familie aus St. Petersburg nach Georgien 1886 verkaufte Nikoladse das Haus in St. Petersburg und erwarb ein Haus für die Familie im Dorf Didi-Dschichaischi bei Kutaissi, um den Kindern ein Leben in der Natur zu ermöglichen. Weitere Kinder waren Georgi (* 1888) und Tamara (* 1892).
Sogleich nach dem Umzug nach  Didi-Dschichaischi hatte Guramischwili dort eine Mädchenschule eröffnet. 1894 eröffnete sie das erste Landmädchengymnasium in Russland mit Fächern für die Landwirtschaft. In der Schule und im Gymnasium richtete sie Abteilungen für die Teppichweberei und den Seidenbau ein, wofür Seidenkokons gekauft wurden. Nino Nikoladse hatte das Mädchengymnasium in Kutaissi besucht und begann am Gymnasium zu unterrichten, bis sie 1895 Iwan Surabischwili heiratete und Didi-Dschichaischi verließ (Urenkelinnen Salome Surabischwili und Hélène Carrère d’Encausse).
Ende 1894 wurde Niko Nikoladse zum Bürgermeister von Poti gewählt und blieb es bis 1906, sodass die Familie sich nun in Poti niederließ. Trotz der Entfernung wurde Didi-Dschichaischi häufig besucht. Guramischwili widmete sich weiter der Volksbildung und wurde Mitglied des städtischen Kuratoriums.
Im Ersten Weltkrieg wurde Niko Nikoladse Mitglied des Redaktionskollegiums der zeitschrift Russkaja wolja (Russischer Wille) für Politik, Gesellschaft und Literatur, sodass die Familie nun wieder in St. Petersburg lebte. Die Februarrevolution 1917 mit der Bildung der Provisorischen Regierung wurde begeistert begrüßt. Die Töchter Russudan und Tamara mit abgeschlossenem Universitätsstudium arbeiteten als Telefonistinnen im Petrograder Sowjet. Nach der Oktoberrevolution wurde die Russkaja wolja geschlossen, sodass die Familie nach Georgien zurückkehrte. Nikoladse beteiligte sich an der wirtschaftlichen Entwicklung der neuen Demokratischen Republik Georgien und reiste mit seiner Frau nach London, um über Investitionen in die georgische Industrie zu verhandeln. Nach dem Zusammenbruch der Demokratischen Republik durch den Einmarsch der Roten Armee mit Errichtung der Georgischen Sozialistischen Sowjetrepublik blieben Nikoladse und Guramischwili in London und kehrten erst 1926 nach Tiflis zurück. Ihre Kinder lehrten an der Universität Tiflis.
Guramischwili starb am 24. Mai 1940 in Tiflis und wurde im Didube-Pantheon neben ihrem Mann bestattet (Umbettung 1957 in das Mtazminda-Pantheon).